# معركة بازنتين ريدج
معركة بازنتين ريدج (بالإنجليزية: Battle of Bazentin Ridge)‏ بدأها الجيش الرابع للقوات البريطانية في فجر 14 يوليو 1916. وتعتبر أنها بداية المرحلة الثانية من معركة السوم .